# Brittany Beede
Brittany Beede (Sarasota, 31 de dezembro de 1984) é uma modelo e lutadora de wrestling profissional estadunidense. Ela é mais conhecida pela breve passagem pela WWE, onde fez parte da terceira temporada da NXT, utilizando o nome no ringue Jamie. Anteriormente, ela havia sido a anunciadora de ringue da segunda temporada do evento, e treinada na Florida Championship Wrestling (FCW), onde era conhecida por Jamie Keyes. Seu contrato foi rescindido após ela ser a primeira diva eliminada da competição.